# هوقل مدرع
هوقل مدرع (الاسم العلمي: Spermophilus armatus) (بالإنجليزية: Uinta Ground Squirrel)‏ هو نوع من الحيوانات يتبع جنس الهوقل من فصيلة سنجابية.